# Alexa Internet
Alexa Internet — дочерняя компания Amazon.com, известная своим сайтом, где собиралась статистика о посещаемости других сайтов. Основана как независимая компания в 1996 году, в 1999 году куплена компанией Amazon. Alexa собирала информацию непосредственно от пользователей, которые установили Alexa Toolbar, на основе которой формировалась статистика о посещаемости сайтов и списки взаимосвязанных ссылок. Штаб-квартира компании располагалась в Сан-Франциско, США.
По состоянию на 2013 год Alexa предоставляла данные о трафике, глобальном рейтинге и другую информацию более чем 30 миллионов веб-сайтов, а сайт компании посещали более 4 млн человек в месяц. Alexa вычисляла рейтинги сайтов — их порядковое место в рейтинге популярности относительно других сайтов (наивысшим рейтингом «1» на 2019 год обладал Google.com).
Сайт был закрыт в 2022 году.

## История

### Основание
Компания была основана в 1996 году Брюстером Кейлом и Брюсом Гиллиатом. В то время компания предлагала пользователям тулбар, который, зная шаблоны поведения своего пользовательского сообщества, давал советы о том, куда пользователю пойти дальше. Кроме того, для каждого посещаемого сайта показывался контекст: на кого он зарегистрирован, сколько на нём страниц, на сколько других сайтов он указывает, и как часто обновляется. Инженеры компании Alexa, совместно с Архивом Интернета, создали The Wayback Machine (с англ. — «машину времени»), позволяющую смотреть исторические версии сайтов Интернета. Alexa предоставляет Архиву Интернета информацию, собираемую её поисковыми роботами.

### Amazon
В 1999 году Alexa была куплена компанией Amazon.com примерно за 250 миллионов долларов в акциях Амазона.
Весной 2002 года Alexa начала сотрудничество с компанией Google, а в январе 2003 — с проектом Open Directory. Однако в мае 2006 года Windows Live Search заменила Google в роли поставщика поисковых результатов. В декабре 2005 Alexa открыла свой огромный поисковый индекс и поисковых роботов сторонним программам через обширный набор веб-сервисов и API. Их можно было использовать, например, для создания вертикальных поисковых движков, которые могли бы работать как на серверах Alexa, так и в других местах. Уникальной возможностью поисковой платформы Alexa была доступность сторонним разработчикам необработанных поисковых данных, в сентябре 2006 они начали использовать свою собственную поисковую платформу. В декабре 2006 выходит Alexa Image Search. Сделанное собственными силами, это первое крупное приложение, построенное на собственной веб-платформе. Однако в ноябре 2008 года было объявлено, что поисковый сервис больше не принимает новых клиентов, а для существующих — закрывается в январе 2009 года.
Alexa также поставляла «информацию о сайтах» (англ. site info) для поискового движка A9.com.

### Закрытие
8 декабря 2021 года компания Amazon прекратила приём подписки на сервис Alexa. На сайте alexa.com размещено предупреждение о прекращении работы сайта с 1 мая и сервиса API с 15 декабря 2022 года.